# عبد القادر بن الشيخ
عبد القادر بن الشيخ هو كاتب تونسي معاصر كتب العديد من قصص الأطفال كما اشتهر بروايته «ونصيبي من الافق» التي اختيرت واحدة من ضمن أحسن مئة رواية عربية يعالج فيها قضية الأرض المفقودة وخيبة النزوح إلى سراب العاصمة